# T세포 수용체

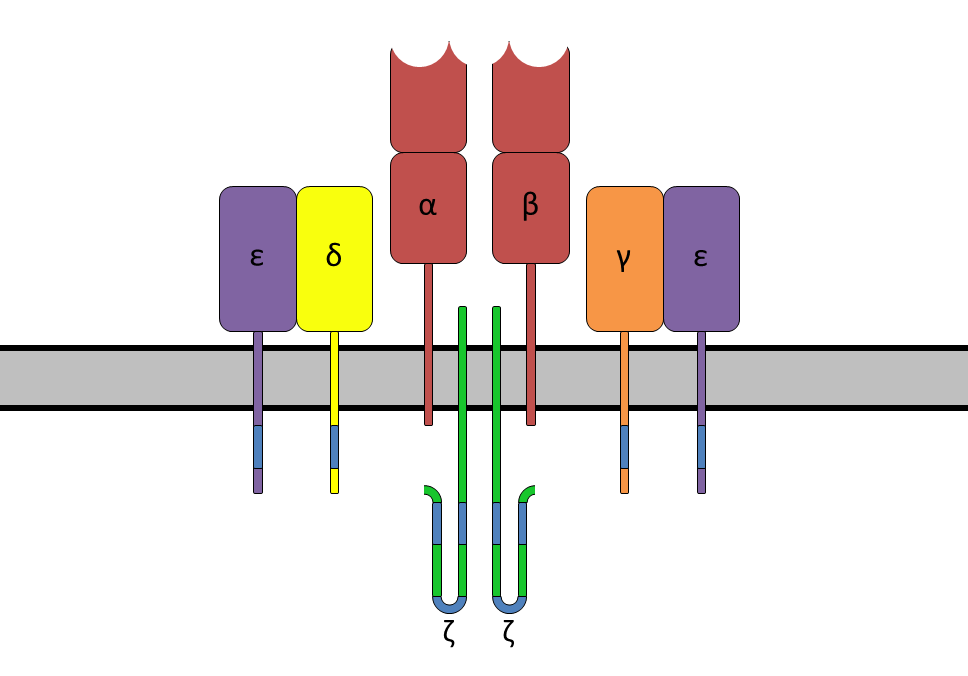
T세포 수용체 복합체

T세포 수용체(T-Cell Receptor , TCR)는 한 개의 α사슬과 한 개의 β사슬이 한 개의 다이설파이드 결합으로 서로 연결되어 있다. B세포 수용체와 마찬가지로 T세포 수용체 역시 불변부 끝 부분에 세포막관통영역이 있어 T세포에 고정되며, α및 β사슬 끝에 변이영역(V)이 단일 항원 부착부위를 형성한다. 또한 T세포 수용체 맨 끝부분에 있는 결합부위는 항원결정기 혹은 에피톱(epitope)이라 불리는 항원 부위와 결합한다. 이때, 결합방식은 효소와 기질 사이의 결합과 유사하며 결합은 비공유적으로 일어난다.
또한 T세포 수용체는 B세포 수용체와는 다르게 주조직 적합 복합체(Major Histocompatibility Complex, MHC)이라는 단백질의 도움을 받아 숙주세포 표면에 제시된 항원 조작에만 결합한다.